# Mirosław Warzecha
Mirosław Warzecha (ur. 14 stycznia 1974 w Zabrzu) – były polski piłkarz, występujący na pozycji bramkarza.